# Leptopelis bocagii
Leptopelis bocagii es una especie de anfibios de la familia Arthroleptidae.
Habita en Angola, Burundi, Camerún, República Democrática del Congo, Etiopía, Kenia, Namibia, Ruanda, Tanzania y, Zambia, Zimbabue y, posiblemente, Botsuana, República Centroafricana, Chad, Malaui, Mozambique, Nigeria, Sudán y Uganda.
Su hábitat natural incluye bosques tropicales o subtropicales húmedos a baja altitud, montanos tropicales o subtropicales, sabanas secas, sabanas húmedas, praderas tropicales o subtropicales a baja altitud, praderas húmedas o inundadas en alguna estación, marismas de agua fresca, jardines rurales y áreas urbanas.